# Емышев, Валерий Петрович
Валерий Петрович Емышев (19 сентября 1942 года — 25 сентября 2012 года) — советский деятель спецслужб, заместитель командира спецподразделения «Альфа» КГБ СССР (1982—1988) и группы специального назначения «Гром» КГБ СССР (1979), участник штурма дворца Амина за отличие в котором был удостоен ордена Красного Знамени.

## Биография
Родился 19 сентября 1942 года в Иркутске в семье инженеров Московского авиационного завода №39 эвакуированного в период войны в Иркутск и вошедший в состав Иркутского авиационного завода №39. После войны он вместе с семьёй вновь переехал в Москву.
С 1961 по 1964 год служил на действительной срочной военной службе в рядах Советской армии на должности сержанта в одной из воинских частей  войск связи. С 1966 года направлен на службу в органы госбезопасности, служил в составе 5-го отдела 7-го управления КГБ СССР (наружное наблюдение и охрана дипкорпуса) в должности младшего разведчика по охране дипломатических представительств и консульств иностранных государств в Москве.
С 1970 по 1974 год обучался в Высшей школе КГБ СССР им. Ф. Э. Дзержинского. 
В августе 1974 года В. П. Емышев был зачислен в первый набор и вторым по списку в только что созданную Группу специального назначения «Альфа» КГБ СССР, был зачислен в числе трёх первых сотрудников группы. В этом же году был избран секретарём партийной организации спецподразделения «Альфа» КГБ СССР.  В 1978 году Емышев в составе Группы «А» находился в командировке на Кубе охраняя XI Всемирный фестиваль молодёжи и студентов в Гаване. 27 апреля 1979 года в Нью-Йорке в международном аэропорту имени Джона Кеннеди, Емышев  был одним из состава группы во главе с Г. Н. Зайцевым прибывших для обмена двух советских разведчиков (Владимира Энгера и Рудольфа Черняева), приговорённых к длительным срокам тюремного заключения, на пятерых советских диссидентов — Э. С. Кузнецова, М. Ю. Дымшица, А. И. Гинзбурга, Г. П. Винса и В. Я. Мороза.

### Штурм дворца Амина
С 23 декабря 1979 года участвовал в боевых действиях в Афганистане в качестве заместителя командира Группы специального назначения «Гром». По воспоминаниям Емышева о создании ГСН «Гром» КГБ СССР: 

Вечером 22 декабря 1979 года мне домой позвонил Роберт Петрович Ивон и проинформировал, что поступил приказ сформировать группу в составе тридцати человек. Пояснил, что предстоит зарубежная командировка. Старшим едет Миша Романов. Задача будет поставлена на месте. Без одобрения со стороны партии — нельзя. По прибытии в подразделение я увидел, что часть людей уже собралась. Ивон стал называть фамилии, а я высказывал мнение. «Забраковал» двоих сотрудников — одного по семейным обстоятельствам, а второй был после больничного.￼ Когда Роберт Петрович спросил меня: «Кто будет заместителем?», я ответил: «Как кто? Коммунист Емышев!»
Список спецподразделения «Гром» КГБ был согласован у руководителя 7-го управления КГБ генерала А. Д. Бесчастнова. Вся боевая группа «Гром» при штурме дворца Амина (спецоперация "Шторм 333") делилась на четыре экипажа по пять человек в каждом. Старшими в группе помимо В. П. Емышева были назначены: С. А. Голов, В. Ф. Карпухин и О. А. Балашов. Основной задачей экипажа Емышева  было выведение из строя автоматической телефонной станции, находившейся на первом этаже рядом с комнатой дежурного, и по запасному выходу атаковать второй этаж дворца.  В состав группы Емышева находившихся на БМП № 037 входили: Г. А. Кузнецов, Г. Е. Зудин, С. В. Кувылин и А. А. Якушев (офицер ПГУ КГБ СССР) а так же руководитель 2-й боевой группы Г. И. Бояринов (он же командир спецподразделения «Зенит»).  Под плотным огнём противника Емышев и Якушев первыми ворвались в президентский дворец Хафизуллы Амина, Емышев был тяжело ранен, в следствии чего у него была ампутирована кисть правой руки, а Якушев убит.
28 апреля 1980 года Указом Президиума Верховного Совета СССР В. П. Емышев был награждён орденом Красного Знамени, награду вручил лично председатель КГБ СССР Ю. В. Андропов.

### Дальнейшая служба
С 1982 по 1988 год являлся заместителем начальника Группы специального назначения «Альфа» КГБ СССР по политико-воспитательной работе. С 4 июля и до начала августа Емышев в составе Группы «А» занимался обеспечением безопасности XXII Летних Олимпийских игр в Москве, занимаясь предотвращением повторение террористических актов Мюнхенской Олимпиады, ту же задачу Группа «А» выполняла и в 1985 году на XII Всемирном фестивале молодёжи и студентов и в 1986 году на Играх доброй воли в Москве. С 1988 года в отставке.
Скончался 2 октября 2012 года в Москве после продолжительной и тяжелой болезни, похоронен в Одинцовском р-не Московской области рядом с могилами родителей.

## Награды
- Орден Красного Знамени (28 апреля 1980)[1]
- Почётный сотрудник госбезопасности (1987)[1]

Иностранные:
- Орден «Звезда» III степени (1982 — «За заслуги в развитии братской дружбы между народами Афганистана и Советского Союза»)[1]